# ソニー・ミュージックパブリッシング (米国)
ソニー・ミュージックパブリッシング（Sony Music Publishing LLC）、旧称ソニーATVミュージックパブリッシング（Sony/ATV Music Publishing LLC）は、ソニーグループが所有する世界最大の音楽出版社である。
1995年12月に、ソニーのアメリカ合衆国での音楽出版部門と、マイケル・ジャクソンが所有するATVミュージックパブリッシング (ATV Music Publishing) が合併して誕生した。持ち分は、マイケル・ジャクソン（ジャクソンの死後はマイケル・ジャクソン遺産管理財団）が50%、ソニー・コーポレーション・オブ・アメリカ（ソニーの米国法人）が50%だった。2006年にソニーは、同社の実質的な経営権とジャクソンの持ち株の半分を購入する権利を獲得していた。
2007年5月には、バイアコムからエミネム、ダニエル・パウター、ビョーク、シャキーラなどの楽曲の版権を所有するフェイマス・ミュージックを買収している。
2012年6月29日、ソニー主導の投資家グループによるEMIの音楽出版事業の買収が完了、イーエムアイ音楽出版が保有する楽曲の管理はソニーATVに委託された。これにより、ソニーATVは200万曲以上の版権を持つ世界最大の音楽出版社になった。
2016年3月15日、ソニーは、MJ財団が保有するソニーATVミュージックパブリッシングの50％の持分を取得する旨の法的拘束力を有する基本合意書を締結したと発表した。2016年9月30日に取引が完了し、同社はソニーの完全子会社となった。なお本取引には、マイケル・ジャクソンの楽曲原盤権やMijac Music社（マイケル・ジャクソン自身の楽曲版権を所有する音楽出版社）およびイーエムアイ音楽出版のMJ財団持分は含まれていない。
2021年1月1日、ソニー・ミュージックパブリッシングに社名変更した。

## 版権を所有している主なアーティスト
詳細はList of Sony Music Publishing artists (英語版)を参照のこと
- ビートルズ
- ジミ・ヘンドリックス
- ボブ・ディラン
- ジョニ・ミッチェル
- ボン・ジョヴィ
- ベック
- フォール・アウト・ボーイ
- KTタンストール